# Zelotes turanicus
Zelotes turanicus är en spindelart som beskrevs av Dmitry Evstratievich Kharitonov 1946. Zelotes turanicus ingår i släktet Zelotes och familjen plattbuksspindlar.
Artens utbredningsområde är Uzbekistan. Inga underarter finns listade i Catalogue of Life.